# Corts Valencianes
De Corts Valencianes (Spaans: Cortes Valencianas), ook bekend als Les Corts, zijn de parlementaire vergadering van de Generalitat Valenciana en dus van de Valenciaanse Gemeenschap. De Corts zetelen doorgaans in het Paleis van de Borgia's in Valencia, al kunnen ze in principe overal in de Valenciaanse Gemeenschap samenkomen. De voorloper van de Corts werd in de dertiende eeuw opgericht door koning Jacobus I van Aragón. De moderne instelling werd opgericht volgens het Valenciaanse Statuut van Autonomie van 1982.